# David Fincher
David Andrew Leo Fincher (Denver, 28 de agosto de 1962) é um diretor e produtor norte-americano. Fincher é conhecido especialmente pelos seus trabalhos com temáticas thriller, como: Seven (1995), Fight Club (1999), Panic Room (2002), Zodiac (2007), The Girl with the Dragon Tattoo (2011) e Gone Girl (2014). O diretor também dirigiu filmes de outros gêneros: The Curious Case of Benjamin Button (2008) e The Social Network (2010). Fincher criou algumas séries renomadas para a Netflix, são elas: House of Cards (2013—2018) e Mindhunter (2017—presente).
Fincher também tem uma notória carreia como diretor de videoclipes, tendo em seu currículo trabalhos com: Madonna, George Michael, Billy Idol, The Rolling Stones, Michael Jackson, Aerosmith, Mark Knopfler, Jay-Z, Justin Timberlake, entre outros.

## Biografia
David Fincher nasceu em Denver, Colorado, EUA, em 1962. Começou a fazer filmes aos 8 anos de idade, quando brincava com a câmera de seus pais. Em 1980, viu O Império Contra Ataca de George Lucas. Foi essa experiência que o fez olhar de outra maneira para o cinema e o ajudou a encontrar o seu próprio estilo. Começou a trabalhar numa empresa de animação e, aos 18 anos, foi trabalhar para a "Industrial Light and Magic - ILM", de George Lucas, onde ficou vários anos. Nesse período, teve a oportunidade de trabalhar em O Retorno de Jedi (1983) e Indiana Jones e o Templo da Perdição (1984).
Deixou a ILM para fazer publicidade; o seu primeiro trabalho foi para a American Cancer Society. Também fez muitos clipes para artistas como os Aerosmith, Madonna e Paula Abdul, 6 dos quais chegaram ao Top 100 da MTV em recente eleição dos 100 melhores do século.
Como realizador de longas-metragens estreou-se com Alien 3 (1992). Fincher passou um mau bocado com a equipe da 20th Century Fox. Além disso o filme não foi bem recebido pela crítica nem pelos fãs da saga. Esta má experiência fez com que Fincher recuasse para a publicidade e clipes.
Mas a sorte bateu-lhe à porta com o argumento de Andrew Kevin Walker para Seven (1995), que deu a Fincher a aclamação da crítica que ele precisava para se afirmar como realizador. Impulsionado, parcialmente pelo poder midiático de Brad Pitt, este filme deu a Fincher uma boa posição para futuros trabalhos em Hollywood. Em 1997, David Fincher fez o seu terceiro filme, "Vidas em Jogo" com Michael Douglas.
Com Fight Club (1999), além de amadurecer o seu estilo, o longa-metragem provocou grande polêmica devido ao seu conteúdo violento e personagens "anti-sociais". Apesar de toda a polêmica e da fraca bilheteria, seu lançamento em VHS e DVD foi estrondoso, sendo um sucesso absoluto de vendas, com uma edição de luxo com 24 horas de extras no DVD.

## Cinema
| Ano  | Título Orginal                               | Título Brasileiro                                 | Título Português                                | Diretor | Roteirista | Produtor |
| ---- | -------------------------------------------- | ------------------------------------------------- | ----------------------------------------------- | ------- | ---------- | -------- |
| 1992 | Alien 3                                      | Alien 3                                           | Alien 3                                         | Sim     | Não        | Não      |
| 1995 | Seven                                        | Seven - Os Sete Crimes Capitais                   | Sete Pecados Mortais                            | Sim     | Não        | Não      |
| 1997 | The Game                                     | Vidas em Jogo                                     | O Jogo                                          | Sim     | Não        | Não      |
| 1999 | Fight Club                                   | Clube da Luta                                     | Clube de Combate                                | Sim     | Não        | Não      |
| 2002 | Panic Room                                   | O Quarto do Pânico)                               | Sala de Pânico)                                 | Sim     | Não        | Não      |
| 2007 | Zodiac                                       | Zodíaco                                           | Zodiac                                          | Sim     | Não        | Não      |
| 2008 | The Curious Case of Benjamin Button          | O Curioso Caso de Benjamin Button                 | O Estranho Caso de Benjamin Button              | Sim     | Não        | Não      |
| 2010 | A Rede Social                                | A Rede Social                                     | A Rede Social                                   | Sim     | Não        | Não      |
| 2011 | Millennium 1:The Girl with the Dragon Tattoo | Millennium - Os Homens Que Não Amavam as Mulheres | Millennium 1 - Os Homens Que Odeiam as Mulheres | Sim     | Não        | Não      |
| 2014 | Gone Girl                                    | Garota Exemplar                                   | Em Parte Incerta                                | Sim     | Não        | Sim      |
| 2020 | Mank                                         | Mank                                              | Mank                                            | Sim     | Não        | Não      |
| 2023 | The Killer                                   | O Assassino                                       | O Assassino                                     | Sim     | Não        | Não      |

## Televisão
| Ano           | Título Orginal       | Título Brasileiro    | Título Português     | Diretor | Roteirista | Produtor |
| ------------- | -------------------- | -------------------- | -------------------- | ------- | ---------- | -------- |
| 2013          | House of Cards       | House of Cards       | House of Cards       | Sim     | Não        | Sim      |
| 2017–2019     | Mindhunter           | Mindhunter           | Caçador de Mentes    | Sim     | Não        | Sim      |
| 2019–presente | Love, Death & Robots | Love, Death & Robots | Love, Death & Robots | Sim     | Não        | Não      |

## Clipes
| Ano  | Clipe                    | Artista                   |
| ---- | ------------------------ | ------------------------- |
| 1985 | Shame                    | The Motels                |
| 1986 | All The Love             | The Outfield              |
| 1986 | Everytime You Cry        | The Outfield              |
| 1986 | One Simple Thing         | The Stabilizers           |
| 1987 | She Comes On             | Wire Train                |
| 1987 | Endless Nights           | Eddie Money               |
| 1987 | Downtown Train           | Patty Smyth               |
| 1987 | Johnny B                 | The Hooters               |
| 1987 | Storybook Story          | Mark Knopfler             |
| 1987 | No Surrender             | The Outfield              |
| 1987 | Don't Tell Me The Time   | Martha Davis              |
| 1988 | Heart of Gold            | Johnny Hates Jazz         |
| 1988 | Englishman in New York   | Sting                     |
| 1988 | Shattered Dreams         | Johnny Hates Jazz         |
| 1988 | Get Rhythm               | Ry Cooder                 |
| 1988 | Roll With It             | Steve Winwood             |
| 1988 | The Way That You Love Me | Paula Abdul               |
| 1988 | Holding On               | Steve Winwood             |
| 1989 | Bamboleo                 | Gypsy Kings               |
| 1989 | Straight Up              | Paula Abdul               |
| 1989 | Real Love                | Jody Watley               |
| 1989 | She's A Mystery To Me    | Roy Orbison               |
| 1989 | Forever Your Girl        | Paula Abdul               |
| 1989 | Bamboleo                 | Gypsy Kings               |
| 1989 | Express Yourself         | Madonna                   |
| 1989 | The End Of The Innocence | Don Henley                |
| 1989 | Cold Hearted             | Paula Abdul               |
| 1989 | Oh Father                | Madonna                   |
| 1989 | Janie's Got A Gun        | Aerosmith                 |
| 1990 | Vogue                    | Madonna                   |
| 1990 | Cradle of Love           | Billy Idol                |
| 1990 | L.A. Woman               | Billy Idol                |
| 1990 | Freedom' 90              | George Michael            |
| 1992 | Who Is It?               | Michael Jackson           |
| 1993 | Bad Girl                 | Madonna                   |
| 1994 | Love Is Strong           | The Rolling Stones        |
| 1996 | 6th Avenue Heartache     | The Wallflowers           |
| 2000 | Judith                   | A Perfect Circle          |
| 2005 | Only                     | Nine Inch Nails           |
| 2013 | Suit & Tie               | Justin Timberlake e Jay-Z |

## Prêmios e indicações

### Óscar
| Ano  | Categoria      | Filme                             | Resultado |
| ---- | -------------- | --------------------------------- | --------- |
| 2009 | Melhor Diretor | O Curioso Caso de Benjamin Button | Indicado  |
| 2011 | Melhor Diretor | A Rede Social                     | Indicado  |
| 2021 | Melhor Diretor | Mank                              | Indicado  |

### Globo de Ouro
| Ano  | Categoria      | Filme                             | Resultado |
| ---- | -------------- | --------------------------------- | --------- |
| 2009 | Melhor Diretor | O Curioso Caso de Benjamin Button | Indicado  |
| 2011 | Melhor Diretor | A Rede Social                     | Venceu    |
| 2015 | Melhor Diretor | Gone Girl                         | Indicado  |

### BAFTA[desambiguação necessária]
| Ano  | Categoria      | Filme                             | Resultado |
| ---- | -------------- | --------------------------------- | --------- |
| 2009 | Melhor Diretor | O Curioso Caso de Benjamin Button | Indicado  |
| 2011 | Melhor Diretor | A Rede Social                     | Venceu    |

### Emmy Award
| Ano  | Categoria                         | Filme          | Resultado |
| ---- | --------------------------------- | -------------- | --------- |
| 2013 | Melhor Direção em Série Dramática | House of Cards | Venceu    |

### Festival de Cannes
| Ano  | Categoria     | Filme   | Resultado |
| ---- | ------------- | ------- | --------- |
| 2008 | Palma de Ouro | Zodíaco | Indicado  |